# Фельдцейхмейстер

Петлица австро-венгерского фельдцейхмейстера

Фельдцейхмейстер (нем. Feldzeugmeister, венг. Táborszernagy, сокращение FZM) — воинское звание генерала артиллерии / генерала рода войск / Генерала от артиллерии в императорской, австрийской и австро-венгерской армии.
Не следует путать воинское звание фельдцейхмейстера и должность генерал-фельдцейхмейстера.

## История
В XVI веке фельдцейхмейстер — звание командующего артиллерией в Германии. Он стоял ниже главнокомандующего (Feldhauptmann) и фельдмаршала и выше пехотных командиров. По воинскому уставу императора Максимилиана II фельдцейхмейстеру было положено большое жалованье, 6 телохранителей (трабантов) и штаб из разных чинов. Все орудия, снаряды, амуниция и всякого рода оружие, найденное в завоеванных крепостях, принадлежали ему.
Впоследствии фельдцейхмейстер получал командование над войсковыми отрядами, пока, наконец, не стал обозначать генеральское звание (генерал артиллерии) для командиров пехоты и артиллерии, стоящее вровень со званием генерала кавалерии, выше фельдмаршал-лейтенанта и ниже звания фельдмаршала.
После введения звания генерала инфантерии (1908 год) звание фельдцейхмейстер стало присваиваться только артиллеристам.